# ヒルギモドキ
ヒルギモドキ（蛭木擬、学名：Lumnitzera racemosa）はシクンシ科ヒルギモドキ属の常緑木本。潮間帯に生育するマングローブ樹種のひとつ。なお、和名の似ているヒルギダマシはクマツヅラ科（あるいはキツネノマゴ科）の植物である。

## 特徴
形態
成木で高さ10m程度となる常緑小高木だが、北限となる沖縄では高さ4m-5m程度までの個体が多い。他のマングローブ植物より比較的陸化した砂質の場所を好む。幹は直立。また、呼吸根は目立たず、株を中心にした地上部から匍匐根として周囲に伸び、その先端で分枝して土壌に入り込む。葉は比較的多肉で、長さ5cm程度で枝の先に多く、互生する。形状は卵形から長楕円形。先端に凹みがあることが大きな特徴である。花期は3-7月。花は総状花序で腋生。5mm程度で白い5枚の花弁を持つ。萼（萼筒）は緑色で、先端は裂けるが短い。果実は長さ1cm程度の長楕円形で、緑色で、頂端に萼歯が残る

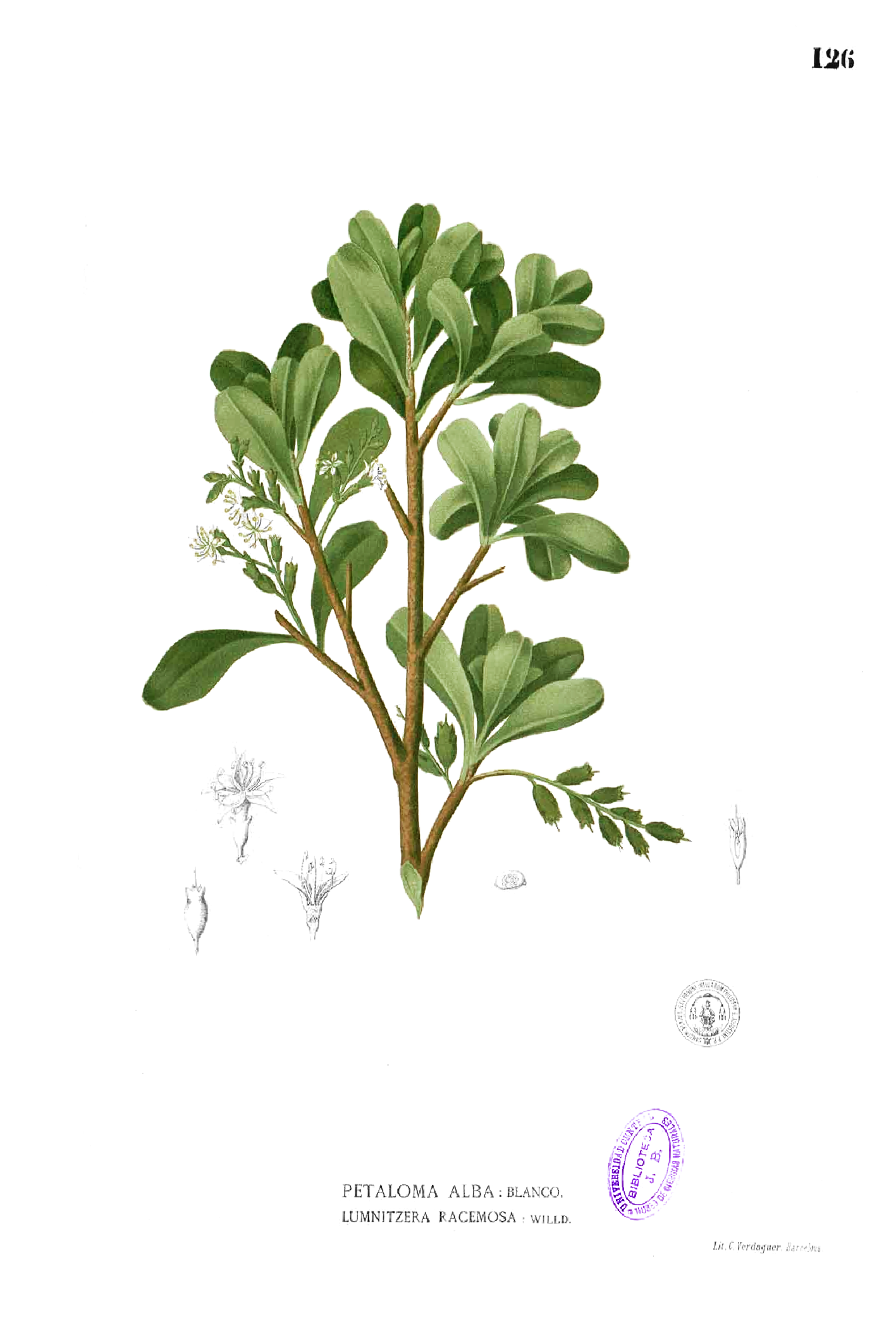
フランシスコ・マヌエル・ブランコによるヒルギモドキの絵
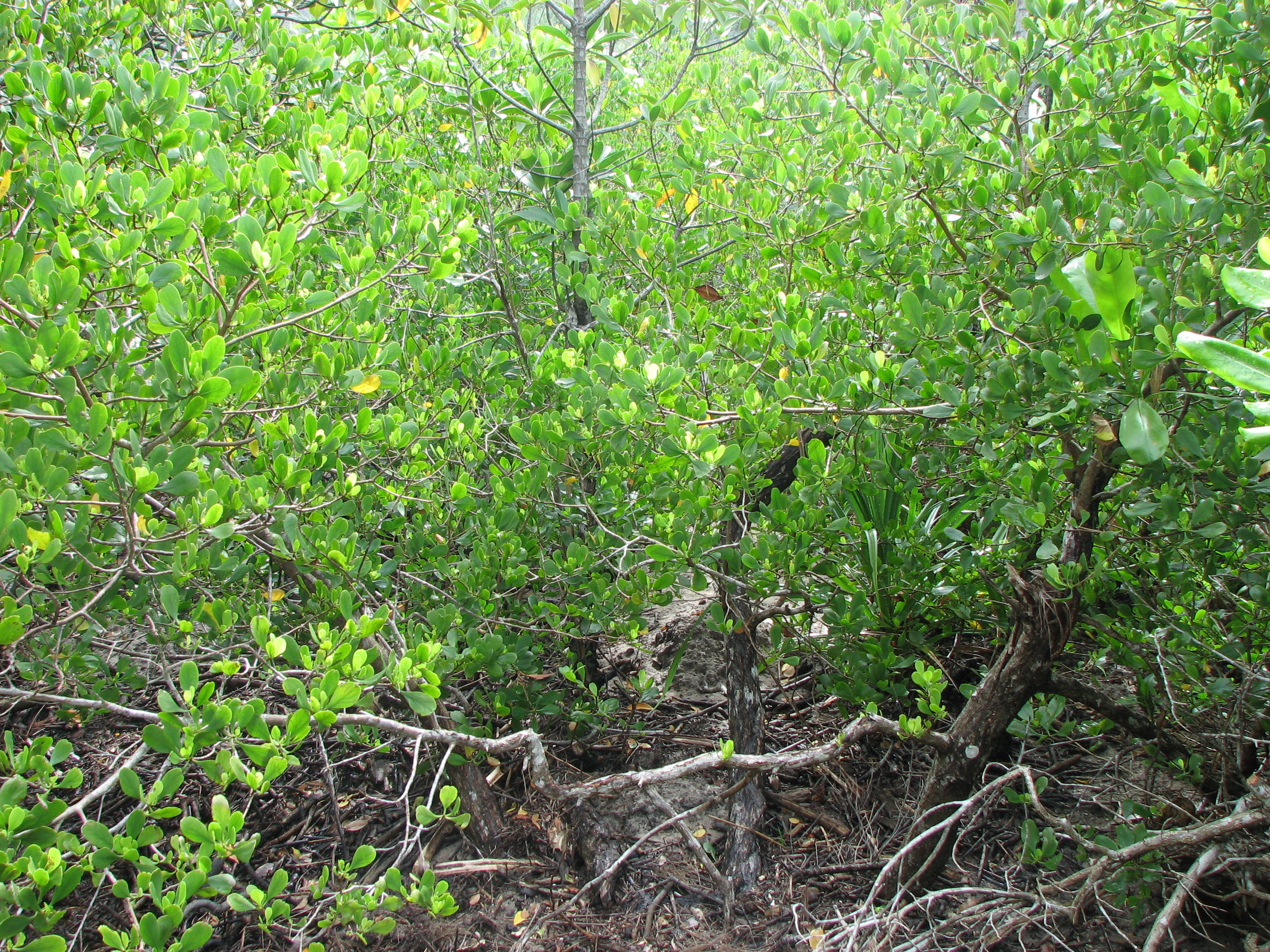
株立ちしたヒルギモドキ（西表島・浦内）

## 分布
東アフリカ熱帯域から南アジア、オーストラリアの熱帯および亜熱帯の海岸に広く分布し、日本国内では、南西諸島（沖縄本島・久米島?・宮古島・石垣島・小浜島・西表島・与那国島）に分布する。分布の北限は沖縄本島である。

### 日本における生育地
沖縄諸島全体の汽水域にマングローブとして生える。特に沖縄本島の株は本種の世界的な北限でもある。久米島での生育状況は不明で、石垣島と西表島では工事等の影響で自生地が消失している。このため世界的には広い分布域を持つ本種であるが、日本では個体数が少なく、なおかつ生息地の埋め立てや土砂の堆積、乾燥化した部分への他の植物の侵入・競争により個体数は減少を続けている。またはっきりとした帯状分布を示さずに、マングローブの林縁部などに小群や単一の株として生育する。絶滅危惧IA類 (CR)（環境省レッドリスト）に指定されている。

## 利用
中近東などでは、ラクダ等の飼料として利用されるほか、木炭原料や、パルプとして製紙原料とされる。

## 保護上の位置づけ
- 絶滅危惧IA類 (CR)（環境省レッドリスト）

- 沖縄県版レッドデータブック - 絶滅危惧II類
- LEAST CONCERN (IUCN Red List Ver. 3.1 (2001))